# Локально лінійний граф

Граф Пелі з дев'ятьма вершинами є локально лінійним. Один із шести трикутників виділено зеленим.

Локально лінійний граф — неорієнтований граф у якому кожне ребро {\displaystyle uv} належить рівно одному трикутнику {\displaystyle uvw}.Тобто для будь-якої вершини {\displaystyle v} будь-який окіл {\displaystyle v} має бути суміжним рівно ще одній вершині, сусідній з {\displaystyle v}. Локально лінійні графи називають також локально парованими графами.
Прикладами локально лінійних графів є трикутні кактуси, реберні графи 3-регулярних графів без трикутників і прямий добуток дрібніших локально лінійних графів. Деякі кнезеровські графи, і деякі регулярні графи також локально лінійні.
Деякі локально лінійні графи мають майже квадратичну кількість ребер. Питання, наскільки щільні ці графи, може бути одним із формулювань задачі Ружі — Семереді. Відомі також найщільніші планарні графи, які можуть бути локально лінійними.

## Побудови та приклади

Кубооктаедр, планарний локально лінійний граф, який можна утворити як реберний граф куба або приклеюванням антипризм у внутрішню та зовнішню грані 4-циклу

Для локально лінійних графів відомі деякі побудови.

### Приклеювання та добутки
Графи товаришування, утворені склеюванням разом набору трикутників в одній спільній вершині, локально лінійні. Це єдині скінченні графи, що мають сильнішу властивість, що будь-яка пара вершин (суміжних чи ні) мають рівно одну спільну сусідню вершину. Загальніше, будь-який трикутний кактус, граф, у якому всі прості цикли трикутні і всі пари простих циклів мають максимум одну спільну вершину, локально лінійні.
Нехай {\displaystyle G} і {\displaystyle H} — будь-які два локально лінійні графи. Виберемо трикутник з кожного з графів і склеїмо два графи разом, ототожнивши пари в цих трикутниках (це вид операції на графах суми за клікою). Тоді отриманий граф залишається локально лінійним.
Прямий добуток будь-яких двох локально лінійних графів залишається лінійно локальним, оскільки будь-які трикутники у добутку приходять з одного чи іншого множника. Наприклад, Граф Пелі з дев'ятьма вершинами (граф 3-3 дуопризми) є прямим добутком двох трикутників. Графи Геммінга {\displaystyle H(d,3)} є добутками {\displaystyle d} трикутників, тому також локально лінійні.

### Розмноження
Якщо граф {\displaystyle G} є 3-регулярним графом без трикутників, то реберний граф {\displaystyle L(G)} є графом, утвореним перетворенням кожного ребра графа {\displaystyle G} на нову вершину і зв'язуванням двох вершин ребром у {\displaystyle L(G)}, якщо відповідні ребра графа {\displaystyle G} мають спільну кінцеву вершину. Ці графи є 4-регулярними та локально лінійними. Будь-який 4-регулярний локально-лінійний граф можна побудувати так. Наприклад, граф кубооктаедра можна утворити в цей спосіб як реберний граф куба, а граф Пелі з дев'ятьма вершинами є реберним графом комунального графа {\displaystyle K_{3,3}}. Реберний граф графа Петерсена, інший граф цього типу, має властивість, аналогічну властивості кліток, що це найменший можливий граф, у якому найбільша кліка має три вершини, кожна вершина належить двом клікам, що не перетинаються, а найкоротший цикл із ребрами з різних клік має овжину 5.
Складніший процес розмноження застосовують до планарних графів. Нехай {\displaystyle G} — планарний граф, вкладений у площину так, що кожна грань чотирикутна, як у графа куба. Якщо приклеїти квадратну антипризму до грані графа {\displaystyle G}, а потім видалити оригінальні ребра графа {\displaystyle G}, отримаємо новий локально лінійний планарний граф. Кількість ребер і вершин результату можна обчислити за формулою Ейлера для многогранника: якщо {\displaystyle G} має {\displaystyle n} вершин, то він має {\displaystyle n-2} граней, а після заміни граней {\displaystyle G} антипризмами отримаємо {\displaystyle 5(n-2)+2} вершин та {\displaystyle 12(n-2)} ребер. Наприклад, з двох граней (внутрішньої та зовнішньої) 4-циклу в такий спосіб можна отримати кубооктаедр.

### Алгебрична побудова
Кнезерів граф {\displaystyle KG_{a,b}} має {\displaystyle {\tbinom {a}{b}}} вершин, що представляють {\displaystyle b}-елементні підмножини {\displaystyle a}-елементної множини. Дві вершини суміжні, якщо відповідні підмножини не перетинаються. Коли {\displaystyle a=3b} результуючий граф локально лінійний, оскільки для кожних двох не перетинних {\displaystyle b}-елементних підмножин є рівно одна {\displaystyle b}-елементна підмножина (доповнення їх об'єднання), яка не перетинається з обома множинами. Отриманий локально лінійний граф має {\displaystyle {\tbinom {3b}{b}}} вершин та {\displaystyle {\tfrac {1}{2}}{\tbinom {3b}{b}}{\tbinom {2b}{b}}} ребер. Наприклад, для {\displaystyle b=2} кнезерів граф {\displaystyle KG_{6,2}} локально лінійний з 15 вершинами та 45 ребрами.
Локально лінійні графи можна побудувати з вільних від прогресій множин чисел. Нехай {\displaystyle p} — просте число і нехай {\displaystyle A} — підмножина чисел за модулем {\displaystyle p}, таких, що ніякі три члени {\displaystyle A} не формують арифметичної прогресії за модулем {\displaystyle p}. (Тобто {\displaystyle A} є множиною Салема — Спенсера за модулем {\displaystyle p}.) Тоді існує тричастковий граф, у якому кожна частка має {\displaystyle p} вершин, {\displaystyle 3|A|p} ребер та кожне ребро належить єдиному трикутнику. Тоді, згідно з цією побудовою, {\displaystyle n=3p} і число ребер дорівнює {\displaystyle n^{2}/e^{O({\sqrt {\log n}})}}. Для побудови цього графа пронумеруємо вершини на кожній частці тричасткового графа від {\displaystyle 0} до {\displaystyle p-1} і побудуємо трикутники вигляду {\displaystyle (x,x+a,x+2a)} за модулем {\displaystyle p} для кожного {\displaystyle x} в інтервалі від {\displaystyle 0} до {\displaystyle p-1} і кожного {\displaystyle a} з {\displaystyle A}. Граф, утворений об'єднанням цих трикутників, має очікувану властивість, що будь-яке ребро належить єдиному трикутнику. Якби це було не так, існував би трикутник {\displaystyle (x,x+a,x+a+b)}, де {\displaystyle a}, {\displaystyle b} і {\displaystyle c=(a+b)/2} належали б {\displaystyle A}, що порушує припущення про відсутність арифметичних прогресій {\displaystyle (a,c,b)} в {\displaystyle A}. Наприклад, з {\displaystyle p=3} і {\displaystyle A=\{\pm 1\}}, результатом буде Граф Пелі з дев'ятьма вершинами.

### Регулярні та сильно регулярні графи
Будь-який локально лінійний граф повинен мати парний степінь кожної вершини, оскільки ребро в кожній вершині можна розбити на пари для трикутників. Прямий добуток двох локально лінійних регулярних графів також локально лінійний і регулярний зі степенем, що дорівнює сумі ступенів множників. Отже, існують регулярні локально лінійні графи будь-якого парного степеня. {\displaystyle 2r}-регулярні локально лінійні графи повинні мати принаймні {\displaystyle 6r-3} вершин, оскільки стільки є в трикутниках та сусідах. (Жодні дві вершини трикутника не можуть мати спільних сусідів без порушення локальної лінійності.) Регулярні графи з таким самим числом вершин можливі, тільки коли {\displaystyle r} 1, 2, 3 або 5 і єдиним чином визначені для кожного з цих чотирьох випадків. Чотири регулярні графи, на яких досягається ця межа як функція від числа вершин, — це 2-регулярний трикутник {\displaystyle K_{3}} (3 вершини), 4-регулярний граф Пелі (9 вершин), 6-регулярний кнезерів граф {\displaystyle KG_{6,2}} (15 вершин) та 10-регулярне доповнення графа Шлефлі (27 вершин). Останній у списку 10-регулярний граф із 27 вершинами також є графом перетинів 27 прямих на кубічній поверхні.
Сильно регулярний граф можна описати четвіркою параметрів {\displaystyle (n,k,\lambda ,\mu )}, де {\displaystyle n} — число вершин, {\displaystyle k} — число інцидентних вершині ребер, {\displaystyle \lambda } — число спільних сусідів для будь-якої суміжної пари вершин і {\displaystyle \mu } — число спільних сусідів для будь-якої несуміжної пари вершин. Коли {\displaystyle \lambda =1}, граф локально лінійний. Локально лінійні графи, як згадано вище, сильно регулярні, а їх параметри рівні
- трикутник (3,2,1,0),
- граф Пелі з дев'ятьма вершинами (9,4,1,2),
- кнезерів граф {\displaystyle KG_{6,2}} (15,6,1,3),
- доповнення графа Шлефлі (27,10,1,5).

Інші локально лінійні строго регулярні графи:
- граф Брауера — Хемерса (81,20,1,6)[9],
- граф Берлекемпа — ван Лінта — Зейделя (243,22,1,2)[10],
- граф Косіденте — Пенттіли (378,52,1,8)[11],
- граф Геймса (729,112,1,20)[12].

Іншими потенційно правильними комбінаціями з {\displaystyle \lambda =1} є (99,14,1,2) і (115,18,1,3), але не відомо, чи існують сильно регулярні графи з такими параметрами. Питання існування сильно регулярного графа з параметрами (99,14,1,2) відоме як задача Конвея про 99-вершинний граф і Джон Конвей запропонував приз 1000 доларів тому, хто її розв'яже.
Існує безліч локально лінійних дистанційно-регулярних графів степеня 4 або 6. Крім сильно регулярних графів однакового степеня, вони включають реберний граф графа Петерсена, граф Геммінга {\displaystyle H(3,3)} і половинку графа Фостера.

## Щільність

Найщільніші можливі локально-лінійні планарні графи, утворені вклеюванням антипризми (червоні вершини і чорні ребра) в кожну квадратну грань планарного графа (сині вершини і пунктирні жовті ребра).

Одне з формулювань задачі Ружі — Семереді ставить питання про найбільшу кількість ребер у локально лінійному графі з {\displaystyle n} вершинами. Як довели Імре З. Ружа та Ендре Семереді, це найбільше число дорівнює {\displaystyle o(n^{2})}, але також дорівнює {\displaystyle \Omega (n^{2-\varepsilon })} для будь-кого {\displaystyle \varepsilon >0}. Побудова локально лінійних графів із вільних від прогресій множин веде до найщільніших відомих локально лінійних графів із {\displaystyle n^{2}/\exp O({\sqrt {\log n}})} ребрами.
Серед планарних графів найбільша кількість ребер у локально лінійному графі з {\displaystyle n} вершинами дорівнює {\displaystyle {\tfrac {12}{5}}(n-2)}. Граф кубооктаедра є першим у нескінченній послідовності поліедральних графів з {\displaystyle n=5k+2} вершинами та {\displaystyle {\tfrac {12}{5}}(n-2)=12k} ребрами для {\displaystyle k=2,3,\dots }, побудованими шляхом розширення квадратних граней {\displaystyle K_{2,k}} антипризми. Ці приклади показують, що ця верхня межа точна.